# Mark Klein

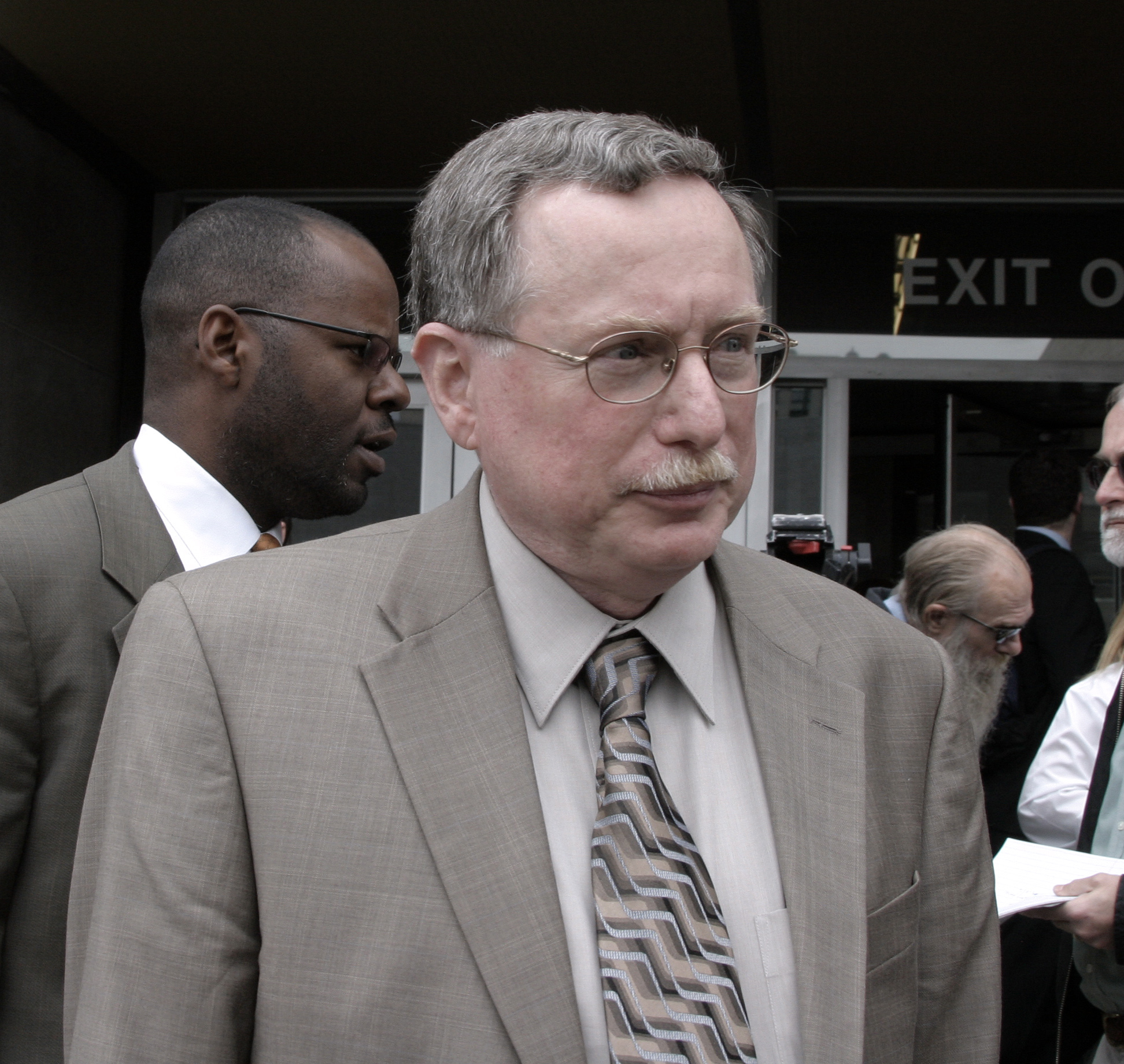
Mark Klein (2006)

Mark Klein (geboren 1945 oder 1946; gestorben am 8. März 2025 in Oakland, Kalifornien) war ein US-amerikanischer Whistleblower und AT&T-Nachrichtentechniker, der im Jahr 2006 Informationen über die Kooperation seines vormaligen Arbeitgebers mit der National Security Agency (NSA) preisgab. Die Enthüllungen Kleins stießen die von der EFF geführte Sammelklage an, die allerdings 2009 abgewiesen wurde mit Berufung auf die vom FISA Amendments Act of 2008 gewährte rückwirkende Immunität für Telekommunikationsunternehmen, die mit dem Staat kooperieren.

## Leben
Mark Klein arbeitete 22 Jahre für AT&T. Er begann für das Unternehmen als Communications Technician in New York ab November 1981 zu arbeiten und blieb auf dieser Stelle bis März 1991. Später arbeitete er in der gleichen Abteilung in Kalifornien weiter. Von Januar 1998 bis Oktober 2003 arbeitete Klein als Computer Network Associate in San Francisco. Von Oktober 2003 bis März 2004 arbeitete er wieder als Communications Technician und ging im Mai 2004 in Ruhestand.
Klein starb am 8. März 2025 im Alter von 79 Jahren an Bauchspeicheldrüsenkrebs.

## Kleins Preisgaben
Klein hatte entdeckt, dass sich die NSA mittels eines Splitters in eine zentrale Leitung des Internet-Anbieters AT&T einklinkte und den gesamten Datenverkehr abzweigte auf Abhörgeräte der Boeing-Tochter Narus. Damit ist Deep Packet Inspection möglich. Bekannt wurde das Programm unter dem Namen Room 641A. In diesem real existierenden Raum im SBC Communications Building in der 611 Folsom Street, San Francisco, war die Daten-Abfanganlage installiert. Der Raum hatte eine Grundfläche von ca. 7,3 m × 14,6 m und enthielt eine Reihe von Racks, u. a. ein Narus STA 6400, ein Gerät, dessen Aufgabe das Abfangen und Überwachen von schneller Internetkommunikation ist. Auf diese Art hörte die NSA zwischen 2003 und 2006 an einigen Knotenpunkten digitale Kommunikation ab. Klein entschied sich, seine Entdeckung publik zu machen, da dieses umfassende, unterschiedslose Abhören inländischen Datenverkehrs im Widerspruch stand zu der Behauptung Präsident Bushs, die NSA sammele lediglich Telefonate mit Terrorverdächtigen im Ausland.
Der ehemalige Direktor der „World Geopolitical and Military Analysis Reporting Group“ der NSA, William Binney, bestätigte, dass 10 bis 20 Anlagen wie in Room 641A über die USA verteilt installiert wurden.
Der US-amerikanische Aktivist Jacob Appelbaum schrieb im Juli 2013 nach den Snowden-Enthüllungen zur Globalen Überwachungs- und Spionageaffäre der NSA: „Die Informationen, die Klein enthüllte, wurden heruntergespielt, dabei waren sie ein wichtiges Beispiel für das umfassende Spionageprogramm der NSA.“

## Schriften
- Wiring Up The Big Brother Machine … And Fighting It. North Charleston, S.C.: BookSurge, c2009. ISBN 978-1-4392-2996-5